# Aloe medishiana
Aloe medishiana är en grästrädsväxtart som beskrevs av Gilbert Westacott Reynolds och Bally. Aloe medishiana ingår i släktet Aloe och familjen grästrädsväxter. Inga underarter finns listade i Catalogue of Life.